# Yadgir
Yadgir (Kannada: ಯಾದಗಿರಿ Yādagiri [ˈjaːd̪əɡiri]; auch Yadagiri) ist eine Stadt im indischen Bundesstaat Karnataka mit knapp 75.000 Einwohnern (Volkszählung 2011). 
Sie ist Verwaltungssitz des gleichnamigen Distrikts.
Yadgir liegt im Nordosten Karnatakas 490 Kilometer nördlich der Hauptstadt Bengaluru und 85 Kilometer südöstlich von Kalaburagi. Zur Grenze des Nachbarbundesstaates Andhra Pradesh sind es nur 35 Kilometer. Die Stadt liegt im Hochland von Dekkan auf einer Höhe von 380 Metern. In Yadgir erhebt sich aus der ansonsten flachen Umgebung ein einzelner steiler Felsen, auf dessen Spitze eine Festung steht. Wenige Kilometer südwestlich fließt der Bhima-Fluss an Yadgir vorbei.
Der Name Yadgir (Yadagiri) leitet sich von der Dynastie der Yadava und dem Wort giri für „Berg“ ab. Die Yadava herrschten vom 9. bis 14. Jahrhundert von Devagiri aus über das Gebiet und sollen auch das Fort Yadgir erbaut haben. Später stand Yadgir unter der Herrschaft des Bahmani-Sultanats, des Sultanats Bijapur und des Mogulreichs, ehe es zum 1724 selbstständig gewordenen Staat Hyderabad kam. Während der britischen Kolonialzeit bestand Hyderabad bis 1947 als nominell unabhängiger Fürstenstaat unter britischer Oberhoheit weiter. Nach der indischen Unabhängigkeit kam Yadgir 1956 durch den States Reorganisation Act zum Bundesstaat Mysore (1973 umbenannt in Karnataka). Ehemals ein Teil des Distrikts Kalaburagi (Gulbarga), ist Yadgir seit 2010 Verwaltungssitz eines eigenen Distrikts.
Durch Yadgir führt der State Highway 16 von Raichur nach Bidar. An der Hauptstrecke zwischen Mumbai und Chennai gelegen, verfügt Yadgir über eine gute Bahnanbindung.